# Механическое пианино (роман)
«Механическое пианино» (англ. Player Piano) или «Утопия 14» — первый роман Курта Воннегута. Опубликован в 1952 году. Действие романа-антиутопии происходит в недалёком будущем, в котором ручной труд почти повсеместно заменён машинным. Широко распространённая механизация вызывает социальные противоречия между зажиточным верхним классом — инженерами и менеджерами, — и нижним, чьи навыки были заменены машинным трудом. Книга представляет собой пример «мягкой фантастики», где основной упор делается не на технические особенности, а на социальные аспекты возможного будущего. В романе присутствуют элементы иронии и сентиментальности, которые впоследствии станут отличительной чертой прозы Воннегута.
В «Человеке без родины» Воннегут упоминает, что эта книга — о компании «Дженерал Электрик» и о городе Скенектади.
В 18 главе книги «Вербное воскресенье: автобиографический коллаж», «Сексуальная революция», Воннегут ставит оценки своим произведениям; «Механическое пианино» он оценил на 4 балла из 5 возможных.

## Российские издания
Впервые книга была издана на русском языке в 1967 году в рамках серии «Библиотека современной фантастики» издательства ЦК ВЛКСМ «Молодая гвардия».

## Название
Механическое пианино — это инструмент, который может играть музыку сам. Клавиши пианино двигаются в соответствии с рисунками на вращающемся барабане. Инструмент, играющий сам, — это метафора общества, в котором основную роль играют не люди, а машины.
Под названием «Утопия 14» вышла вторая редакция романа. Это название было дано издателем с целью повысить популярность у поклонников научной фантастики.